# 신경민
신경민(辛京珉, 1953년 8월 19일~)은 대한민국의 방송언론인 출신의 정치인으로, 제19·20대 국회의원이다.

## 생애
신경민은 전라북도 전주에서 태어나 전주고등학교와 서울대학교 사회학과를 나온 후 1981년 MBC 문화방송의 방송 기자로 입사하여 언론인으로서의 활동을 시작하였다. 이후 외신부 기자, 사회부 기자, 북한부 기자, 정치부 기자, 사회부 차장 등을 거쳤다. 1993년부터 1995년까지 MBC 뉴스데스크의 주말 진행을, 2008년부터 2009년까지 박혜진 아나운서와 함께 평일 진행을 담당하였다. 뉴스데스크 진행 기간 동안에는 뉴스의 끝을 맺는 클로징 멘트에서 소신을 담은 대담하고도 직설적인 멘트를 하여 큰 화제가 되었다. 2000년에는 국제부 워싱턴 특파원으로 발령받아 워싱턴에서 활동하였다. 이후 2003년에 귀국하여 보도국 부국장과 국제부 부장을 거쳐 2005년에는 보도국 국장의 직무대리직을 수행하였으며, 그 해 보도국과 논설위원실의 논설위원이 되었다. 이듬해인 2006년에는 보도국 선임기자가 되었으며, 2007년에는 법조언론인클럽의 부회장직을 수행하게 되었다.
그 동안 진행한 프로그램으로는 1986년부터 1987년까지 《MBC 뉴스데스크》의 보조 앵커로 활동하다가 1993년 4월 17일부터 1994년 9월 10일까지 주말 뉴스데스크 앵커로 활동했고, 1994년 10월 8일부터 10월 16일까지 1995년 1월 21일 주말 뉴스데스크의 임시 진행을 담당한 적이 있으며, 또한 1989년 8월 6일에는 일요일 《MBC 뉴스센터》(현재의 주말 MBC 뉴스데스크)의 임시 진행을 담당한 적이 있었다. 이후 1998년 9월 21일부터 1999년 4월 24일까지 당시 아침 뉴스 프로그램인 《MBC 뉴스 굿모닝코리아》의 진행을 거쳐 1999년 8월 9일부터 8월 13일까지 MBC 뉴스데스크의 임시 진행을 담당한 적이 있으며, 2008년 초까지는 해설위원이 진행하는 MBC 라디오의 오전 뉴스프로그램인 《8시 뉴스의 광장》의 진행을 담당하였다. 이후 2008년 3월 24일부터 2009년 4월 13일까지 MBC 뉴스데스크의 평일 진행을 담당했다.
2009년 4월 13일 뉴스데스크에서 한 마지막 클로징 멘트가 가장 유명하다.
| “ | 회사 결정에 따라서 저는 오늘 자로 물러납니다. 지난 1년여간 제가 지닌 원칙은 자유, 민주, 힘에 대한 견제, 약자, 배려 그리고 안전이었습니다. 하지만 이런 언론의 비판을 이해하려고 하지 않아서 답답하고 암울했습니다. 구석구석과 매일매일 문제가 도사리고 있어 밝은 메시지를 전하지 못해 아쉬웠지만 희망을 품은 내일이 언젠가 올 것을 믿습니다. 할 말은 많지만 저의 클로징 멘트를 여기로 클로징하겠습니다. | ” |

2010년 9월에는 문화방송을 정년퇴임하였고, 2011년 1월 19일부터 민주당의 대변인으로 활동하고 있으며 2012년 3월 15일 서울 영등포 을 지역구에 민주통합당 후보로 전략 공천되었다. 19대 총선에서 당선되어 19대 국회의원이 되었다.
2013년 5월에는 경기도 고양시 킨텍스에서 열린 민주통합당 전국대의원대회에서 가장 높은 득표율로 최고위원에 당선되었으며 2014년 3월 새정치민주연합의 창당으로 새정치민주연합 초대 최고위원으로 활동했다.
2016년 4월 13일에는 20대 총선에서 같은 지역에서 재선에 성공하여 20대 국회의원이 되었다.

## 학력
- 전주북중학교 졸업
- 전주고등학교 졸업
- 서울대학교 문리과대학 문학부 사회학 학사
- 고려대학교 대학원 언론학 석사과정 수료

## 경력
- 1981.01: MBC 방송기자 입사
- MBC 워싱턴 특파원
- MBC 국제부 부장
- MBC 보도국 부국장
- MBC 보도국장 직무대행
- MBC 보도국 논설위원
- MBC 보도국 선임기자
- MBC 뉴스데스크 주말앵커[4]
- MBC 뉴스데스크 간추린 뉴스 앵커
- MBC 뉴스 굿모닝 코리아 평일앵커
- MBC 뉴스투데이 평일앵커
- MBC 뉴스데스크 평일앵커
- 1987 ~ 1988: 미국 의회 펠로우십 객원연구원
- 1997 ~ 1998: 미국 인디애나대학교 언론대학원 객원연구원
- 이화여자대학교 언론정보학과 겸임교수
- 외교통상부 자문위원
- 법조언론인클럽 부회장
- 육군본부 자문위원
- 2011.01 ~ 2012.06: 민주통합당 원내대변인
- 2012년 4월 11일: 대한민국 제19대 국회의원 선거 당선(서울 영등포구 을, 민주통합당, 초선)
- 2012.05 ~ 2013.05: 민주통합당 서울특별시당 영등포구 을 지역위원회 위원장
- 2013.05 ~ 2014.03: 민주당 서울특별시당 영등포구 을 지역위원회 위원장
- 2013.05 ~ 2014.03: 민주당 수석최고위원
- 2014.03 ~ 2015.12: 새정치민주연합 서울특별시당 영등포구 을 지역위원회 위원장
- 2014.03 ~ 2014.07: 새정치민주연합 수석최고위원
- 2015.02 ~ 2015.12: 새정치민주연합 서울특별시당 위원장
- 2015.12 ~ 2020.05: 더불어민주당 서울특별시당 영등포구 을 지역위원회 위원장
- 2015.12 ~ 2016.08: 더불어민주당 서울특별시당 위원장
- 2016년 4월 13일: 대한민국 제20대 국회의원 선거 당선(서울 영등포구 을, 더불어민주당, 재선)
- 2017.03 ~ 2017.04: 제19대 대통령 선거 더불어민주당 문재인 대통령 경선후보 더문캠 방송토론본부장
- 2017.04 ~ 2017.05: 제19대 대통령 선거 더불어민주당 문재인 대통령 후보 선거대책위원회 방송콘텐츠본부 공동본부장
- 2018.09 ~ 2020.05: 더불어민주당 제6정책조정위원회 위원장
- 대한민국육군협회 자문위원
- 2021.07 ~ 2021.10: 제20대 대통령 선거 더불어민주당 이낙연 대통령 경선후보 필연캠프 상임부위원장
- 사단법인 연대와 공생 공동이사장
- 2024.01 ~ 2024.02: 새로운미래 국민소통위원회 위원장 겸 책임위원
- 2024.02 ~ 2024.02: 개혁신당
- 2024.02 ~ 2024.09 : 새로운미래 국민소통위원회 위원장 겸 책임위원
- 2024.03~2024.04: 제20대 국회의원 선거 새로운미래 선거대책위원회 공동선거대책위원장 겸 선거대택본부 유세본부장
- 2024.09~2026.01 : 새미래민주당 상임고문
- 2026.01~ : 방송문화진흥회 이사장

## 제19대 국회
- 2012년 5월 30일 ~ 2016년 5월 29일: 제19대 국회의원(서울 영등포구 을, 민주통합당→민주당→새정치민주연합→더불어민주당, 초선)
  - 2012.07 ~ 2013.03: 제19대 국회 전반기 문화체육관광방송통신위원회 위원
  - 2012.07 ~ 2014.05: 제19대 국회 전반기 법제사법위원회 위원
  - 2013.03 ~ 2014.05: 제19대 국회 전반기 미래창조과학방송통신위원회 위원
  - 2013.03 ~ 2014.05: 제19대 국회 전반기 정보위원회 위원
  - 2014.06 ~ 2016.05: 제19대 국회 후반기 정보위원회 간사
  - 2014.06 ~ 2016.05: 제19대 국회 후반기 외교통일위원회 위원

## 제20대 국회
- 2016년 5월 30일 ~ 2020년 5월 29일: 제20대 국회의원(서울 영등포구 을, 더불어민주당, 재선)
  - 2016.06 ~ 2018.05: 제20대 전반기 정보위원회 위원
  - 2016.06 ~ 2017.06: 제20대 국회 전반기 미래창조과학방송통신위원회 위원
  - 2017.06 ~ 2017.07: 제20대 국회 전반기 미래창조과학방송통신위원회 간사
  - 2017.07 ~ 2018.05: 제20대 국회 전반기 과학기술정보방송통신위원회 간사
  - 2018.07 ~ 2020.05: 제20대 국회 후반기 교육위원회 위원

## 화제 및 논란
신경민 앵커는 후임 앵커가 정해질 때까지 뉴스를 진행했던 기존 앵커들과 달리 2009년 4월 13일 오전 MBC 임원회의에 따라 당일 하차가 결정됐다. 당시 MBC 엄기영 사장은 이날 담화문을 통해 "뉴스의 경쟁력 강화를 위해 앵커를 교체하기로 결정했다"며 "일각에서 의혹을 제기한 것처럼 정치적 압력에 의한 것이 아니다."라고 강조했지만 외압에 의한 하차라는 논란이 일었고 MBC 후배 기자들은 이 같은 회사의 결정에 강하게 반발하기도 했다.
같은 출생연도(1953년) 및 같은 나이인 정동영(국사학과)과는 전주고등학교 48회 동기로 함께 서울대학교 (사회학과 전공) 에서도 학사 학위 취득했다. 그리고 이후 둘다 문화방송에 입사하였기 때문에 친분이 있는 것으로 알려져 있다. 그러나 한겨레와의 인터뷰에서 서로의 관점, 취재 방식, 리더십 스타일은 매우 다르다고 말한 바 있다.
2012년 10월 문화방송이 파행 중이던 국회 상임위원회장에서 동료 의원에게 한 신경민의 발언에 대해 '막말 발언'이라고 보도하자, "명백한 허위보도"라며 "MBC는 녹취가 있다면 녹취를 공개하고 나와 토론하자"며, 언론중재위원회에 제소하겠다고 밝혔다.
2014년 10월 대법원은 신경민의원이 (주)문화방송(MBC)과 소속기자2명을 상대로 낸 손해배상 상고심(2014다41094)에서 "피고는 2000만원을 배상하고 방송과 인터넷을 통해 정정보도하라"고 판결한 원심판결을 확정지었으며, 판결에 따라 MBC와 2명의 소속기자는 '뉴스데스크'와 '뉴스투데이'에 판결문에 따른 정정보도와 함께 이를 이행하지 않을 시 1일 200만원의 간접강제금도 부과되었다.
5일이 지난, 2014년 10월 20일 MBC는 대법원판결에 따라 9번째 리포트 <'신경민 의원 지역감정·학벌주의 조장 발언' 관련 정정보도'>를 통해 정정보도에 나섯다.
이날 MBC <뉴스데스크> 배현진 앵커는 "저희 MBC에서는 2012년 10월 16일, 17일, 18일, 22일 '뉴스데스크'와 '뉴스투데이' 사건을 통해 여섯차례에 걸쳐 신경민 의원이 방송사 직원들의 출신지역과 출신대학을 비하하는 듯한 발언을 했다고 보도했습니다"고 밝히고, "그러나 사실 확인 결과 신경민 의원이 특정 지역과 지방대학을 비하하는 발언을 하지는 않았던 사실이 확인되었습니다. 따라서 해당기사를 바로잡습니다"라고 정정했다. 또한 21일 MBC <뉴스투데이>는 7번째 리포트를 통해 정정보도를 내보냈다.
2012년 10월 25일에는 '18대 대통령선거 정강정책 방송연설’에 연설자로 MBC에 출연해 “김재철 방지법을 만들겠다"고 밝혀 화제를 모았다. ‘신경민 엠비시 습격사건’이라고 명명된 이 소식은 누리꾼들 사이에 급속히 확산되었다. 신 의원은 연설 내내 “MBC가 편파·왜곡 보도로 공정성을 잃었다”고 강하게 비판하고 언론의 공정성 문제를 언급해 네티즌의 많은 관심을 끌었다.

## 역대 선거 결과
|  | 52.61% |

|  | 41.05% |

## 소속 정당
| 소속 정당 | 소속 정당      | 소속 기간 | 비고           |
| --------- | -------------- | --------- | -------------- |
|           | 민주통합당     | 2012~2013 | 정계 입문      |
|           | 민주당         | 2013~2014 | 당명 변경      |
|           | 새정치민주연합 | 2014~2015 | 합당           |
|           | 더불어민주당   | 2015~2020 | 당명 변경      |
|           | 무소속         | 2020~2021 | 탈당           |
|           | 더불어민주당   | 2021~2024 | 복당           |
|           | 무소속         | 2024      | 탈당           |
|           | 새로운미래     | 2024      | 창당준비위원회 |
|           | 개혁신당       | 2024      | 입당           |
|           | 무소속         | 2024      | 탈당           |
|           | 새로운미래     | 2024      | 창당           |
|           | 새미래민주당   | 2024~현재 | 당명 변경      |

## 같이 보기
- 영등포구 을
- 서울 영등포구의 국회의원